# Абеш-імі-дуат
Абеш-імі-дуат (також відомий як Абеш) — давньоєгипетський бог Дуата. В епоху Нового царства бог Абеш вважався богом-змієм.
Слово «абеш» також було титулом бога Себека. У Ком-Омбо божество Абеш згадується як «священний змій». Абеша зображували в образі людини з головою бика або крокодила, який пливе у барці.